# Hylotrupes bajulus
Hylotrupes bajulus è un coleottero xilofago appartenente alla famiglia Cerambycidae, unica specie del genere Hylotrupes.
Originaria dell'Europa, diffusa in legname e prodotti in legno, producendo un caratteristico rumore cadenzato quando se ne nutre, questa specie ha praticamente una distribuzione cosmopolita, tra cui Africa meridionale, Asia, Americhe, Australia e gran parte dell'Europa e dell'area Mediterranea.

## Morfologia
Gli adulti sono lunghi 15–25 mm e leggermente ovali e appiattiti; il corpo è nero-marrone-nero. Il protorace è arrotondato e presenta due aree lucide su ciascun lato. Le elitre sono nere o con macchie bianco/grigiastre che formano le fasce medialmente. Le larve raggiungono le dimensioni di circa 30 mm, sono di colore bianco giallastro e con mandibole marrone scuro. Il
la testa larvale ha tre ocelli scuri su ciascun lato.

## Biologia
Questi coleotteri depongono le uova in crepe e fessure del legno di cui poi si nutriranno le larve, la schiusa avviene in circa 9 giorni e non è influenzata da condizioni ambientali. Le larve di primo stadio che schiudono dalle uova iniziano subito a ad approfondarsi nel legno scavando gallerie al suo interno e cominciano a nutrirsene. Il completo sviluppo larvale può richiedere dai 2 ai 6 anni ed è influenzato da temperatura, umidità relativa e umidità del legno. Una volta adulte, le larve scavano un'ulteriore galleria che le porta ad avvicinarsi alla superficie, dove praticano un foro di uscita e successivamente si impupano. La fase di pupa dura circa 20 giorni al termine dei quali emergono dal legno maschi e femmine per iniziare in nuovo ciclo.

## Distribuzione
Questa specie, originaria dell'Europa, e diffusa in legname e prodotti in legno, ha ora una distribuzione praticamente cosmopolita, tra cui Africa meridionale, Asia, Americhe, Australia e gran parte dell'Europa e del Mediterraneo.

## Metodi di lotta
Il metodo di lotta attualmente più efficace nei confronti di questi tarli cerambicidi e loro eventuali parassitoidi, è rappresentata dal trattamento con le microonde. Le larve di questi tarli infatti scavano il legno in profondità.